# Josef Keindl
Josef A. Keindl (* 20. November 1903 als Josef August Keindl in Wien; † 16. Dezember 2007 ebenda) war ein österreichischer Gymnasiallehrer und Geograph.

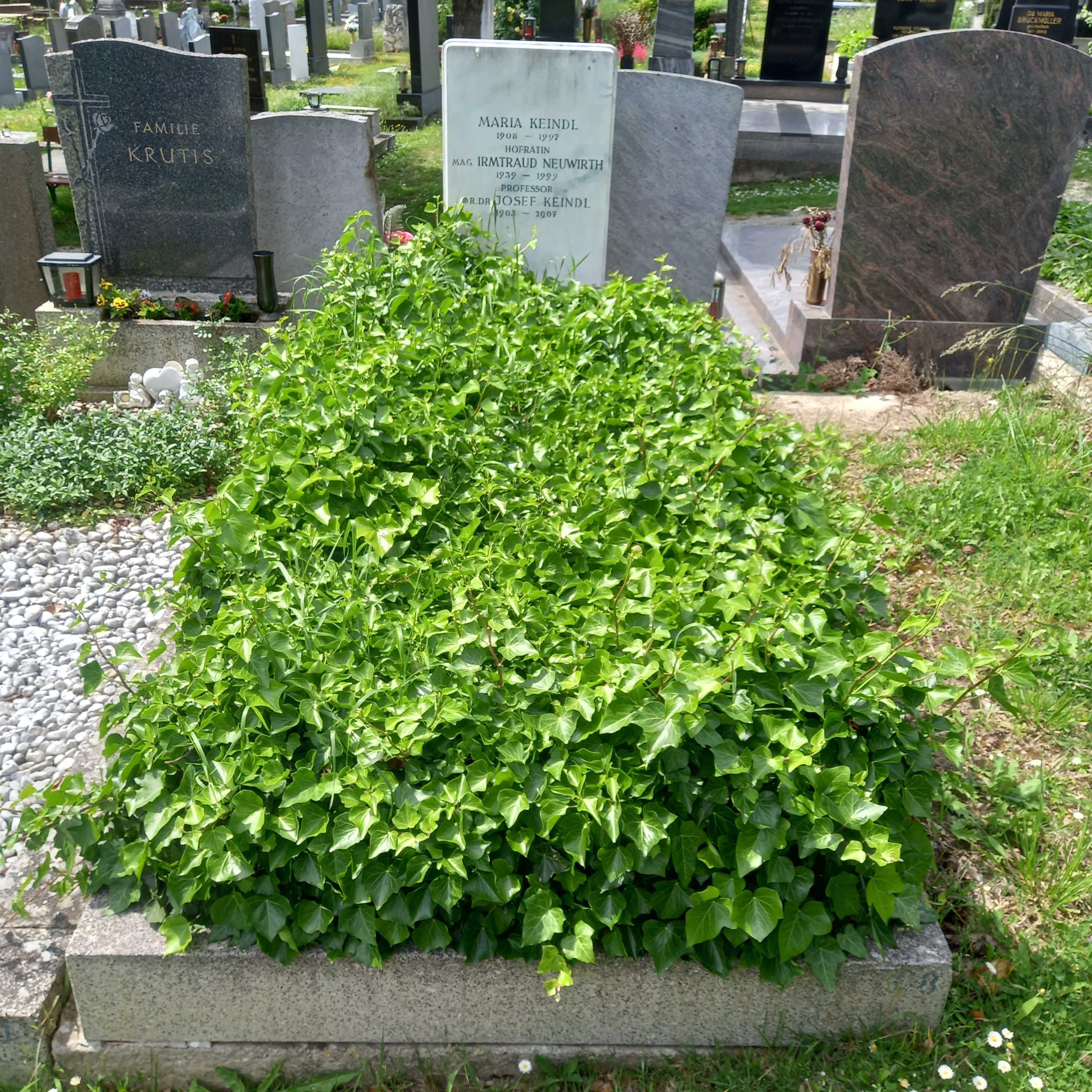
Das Grab von Josef Keindl und seiner Ehefrau Maria auf dem Heiligenstädter Friedhof in Wien

## Leben
Der gebürtige Wiener Josef Keindl wandte sich nach der Matura dem Studium der Geographie und Biologie an der Universität Wien zu, 1926 wurde er bei Eduard Brückner mit der geomorphologischen Arbeit „Das Pielachtal, eine talgeschichtliche Untersuchung“ promoviert. Er trat im Folgejahr in der Funktion eines Professors für Biologie am Bundesgymnasium Wien-Penzing in den Schuldienst ein, die der später zum Oberstudienrat Ernannte bis zu seiner Pensionierung innehatte. 
Josef Keindl habilitierte sich daneben 1942 für das Fach Geographie an der Universität Wien. 1948 übernahm Keindl einen Lehrauftrag am Wirtschaftsgeographischen Institut der Hochschule für Welthandel, den er bis 1966 bekleidete. 1955 erhielt Keindl eine Dozentur für das Fach Besondere Unterrichtslehre am Geographischen Institut der Universität Wien, die er 1968 niederlegte. Der 1929 als Mitglied in die Österreichische Geographische Gesellschaft aufgenommene Josef Keindl, trat insbesondere mit Beiträgen zur Wirtschafts- und Physiogeographie, Naturphilosophie sowie Pädagogik hervor. 

## Schriften (Auswahl)
- Theorie der Weltraummassen. Keindl, 1934
- Dehnt sich die Erde aus?: Eine geologische Studie. Herold-Verlag, München-Solln, 1940
- "Wir müssen wissen!" : Probleme zwischen Naturwissenschaft und Religion. F. Schöningh, Paderborn, 1941
- Die kausale Fragestellung in der Erdkunde. Habilitationsschrift Universität Wien, Wien, 1942
- Wege erkundlicher Forschung Richtung und Leistung der geographischen Wissenschaft. In: Abhandlungen der Geographischen Gesellschaft in Wien. 17,1., F. Deuticke, Wien, 1947
- Altern Erde und Weltall?: Eine Untersuchung über Energiehaushalt und Einheit der physikalisch erfassbaren Welt. Lichtner, Wien, 1951
- Studien zur vergleichenden Erdkunde. In: Wiener Geographische Studien, 22. Freytag-Berndt und Artaria, Wien, 1953
- Die wirtschaftliche Lage Islands. Wien, 1960
- Das Geschehen im Kosmos. Naturphilosophische Erwägungen über die Zusammenhänge in der Welt. Hollinek, Wien, 1965
- Explosion und Expansion: Umkehr der Weltentwicklung. J. A. Keindl, Gogolgasse 32, Wien, 1991